# Варень
Варе́нь (фр. Varaignes) — коммуна во Франции, находится в регионе Аквитания. Департамент — Дордонь. Входит в состав кантона Ле-Перигор-вер-нонтронне. Округ коммуны — Нонтрон.
Код INSEE коммуны — 24565.

## География

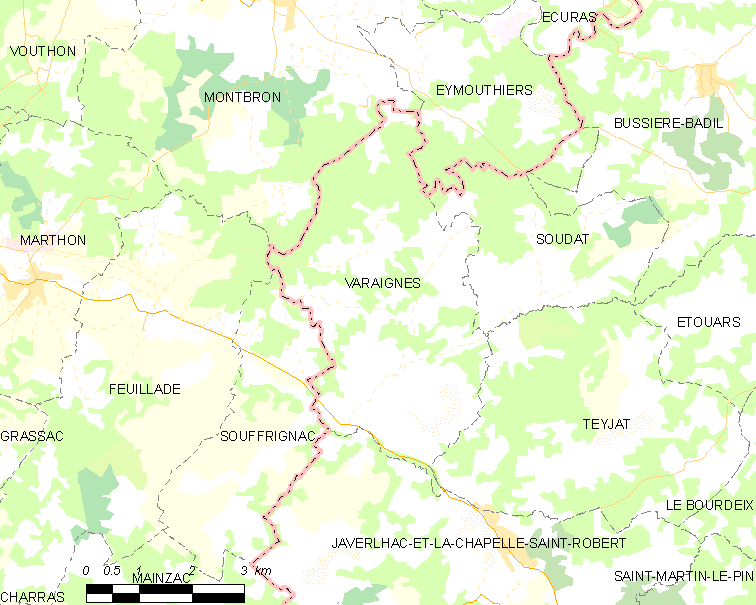
Карта коммуны

Коммуна расположена приблизительно в 390 км к югу от Парижа, в 125 км северо-восточнее Бордо, в 50 км к северу от Перигё.
По территории коммуны протекают реки Бандья и Варень.

### Климат
Климат умеренный океанический со средним уровнем осадков, которые выпадают преимущественно зимой. Лето здесь долгое и тёплое, однако также довольно влажное, здесь не бывает регулярных периодов летней засухи. Средняя температура января — 5 °C, июля — 18 °C. Изредка вследствие стечения неблагоприятных погодных условий может наблюдаться непродолжительная засуха или случаются поздние заморозки. Климат меняется очень часто, как в течение сезона, так и год от года.

## Население
Население коммуны на 2010 год составляло 425 человек.
| 1962 | 1968 | 1975 | 1982 | 1990 | 1999 | 2010 |
| ---- | ---- | ---- | ---- | ---- | ---- | ---- |
| 516  | 457  | 436  | 436  | 432  | 418  | 425  |

## Администрация
| Период | Период | Фамилия          | Партия       | Примечания |
| ------ | ------ | ---------------- | ------------ | ---------- |
| 1968   | 1977   | Габриэль Делаж   |              |            |
| 1977   | 1983   | Эдуар Жири       |              |            |
| 1983   | 2001   | Жан-Поль Лаплань |              |            |
| 2001   | 2020   | Жислен Ле Моэль  | беспартийный |            |

## Экономика
В 2010 году среди 244 человек трудоспособного возраста (15-64 лет) 175 были экономически активными, 69 — неактивными (показатель активности — 71,7 %, в 1999 году было 69,0 %). Из 175 активных жителей работали 160 человек (91 мужчина и 69 женщин), безработных было 15 (6 мужчин и 9 женщин). Среди 69 неактивных 18 человек были учениками или студентами, 39 — пенсионерами, 12 были неактивными по другим причинам.

## Достопримечательности
- Церковь Св. Иоанна Крестителя (XII век)
- Замок Варень (XVI век). Исторический памятник с 1948 года[5]

## Города-побратимы
- Макриница (Греция)

## Фотогалерея

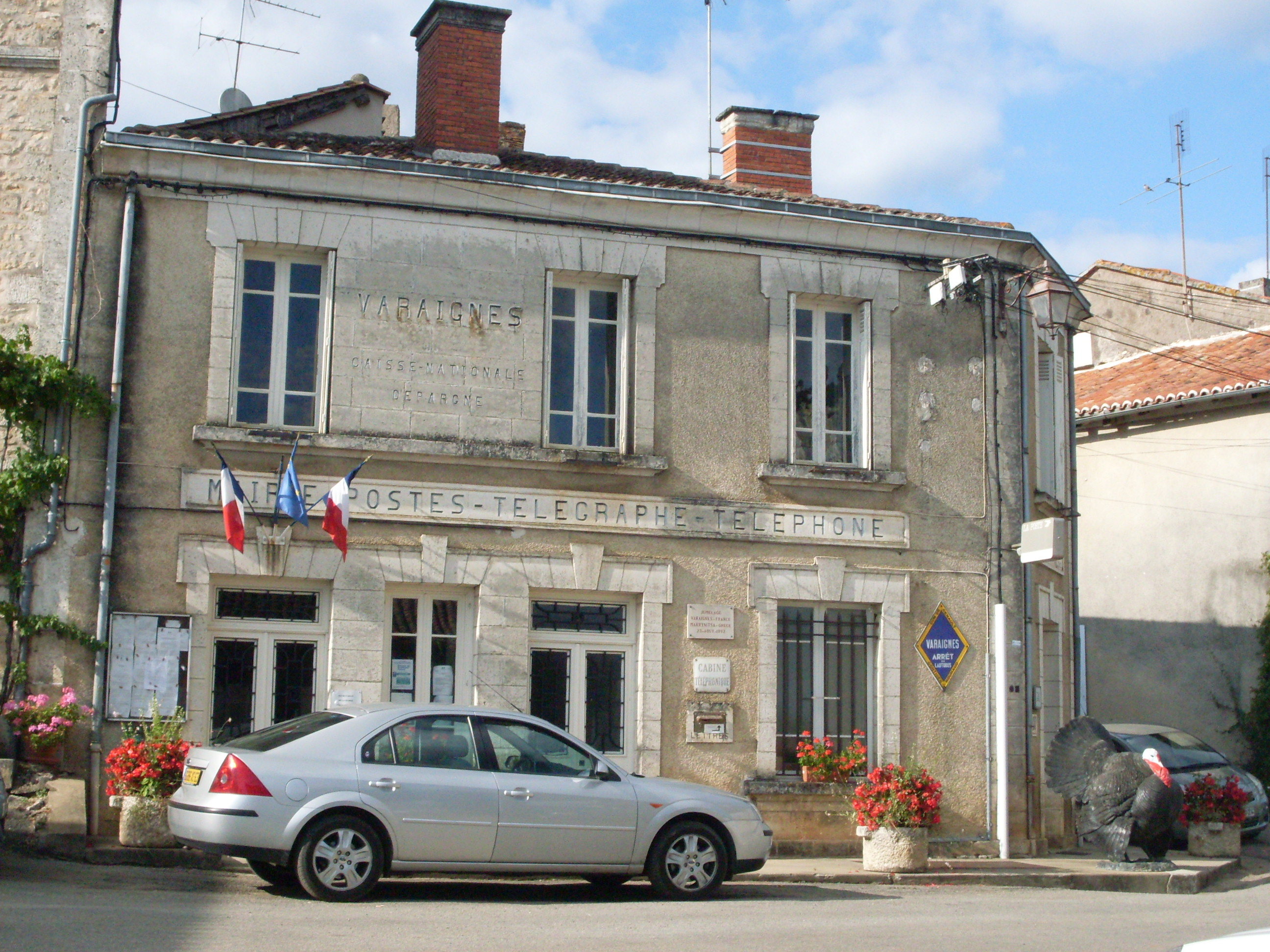
Мэрия
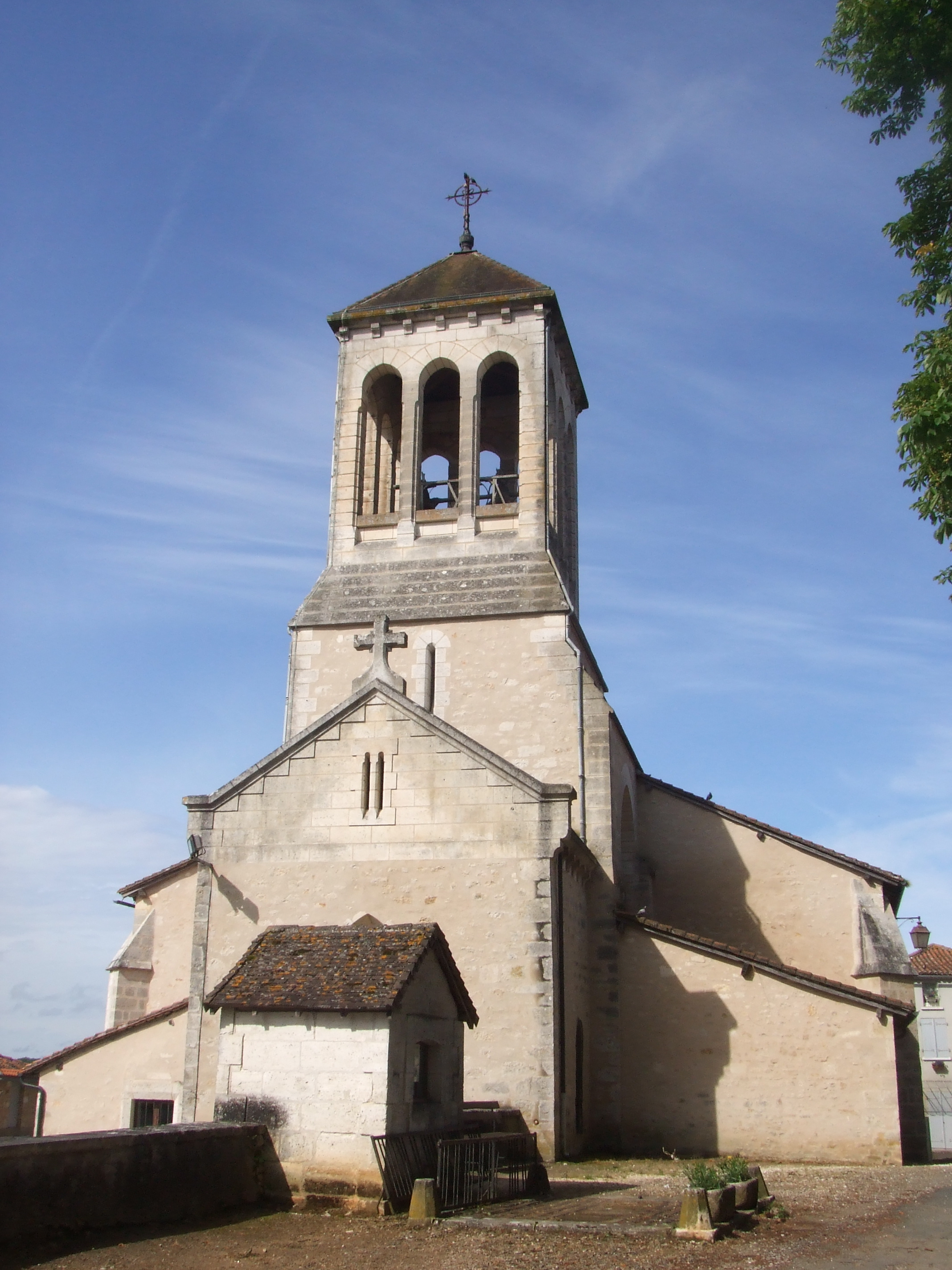
Церковь Св. Иоанна Крестителя
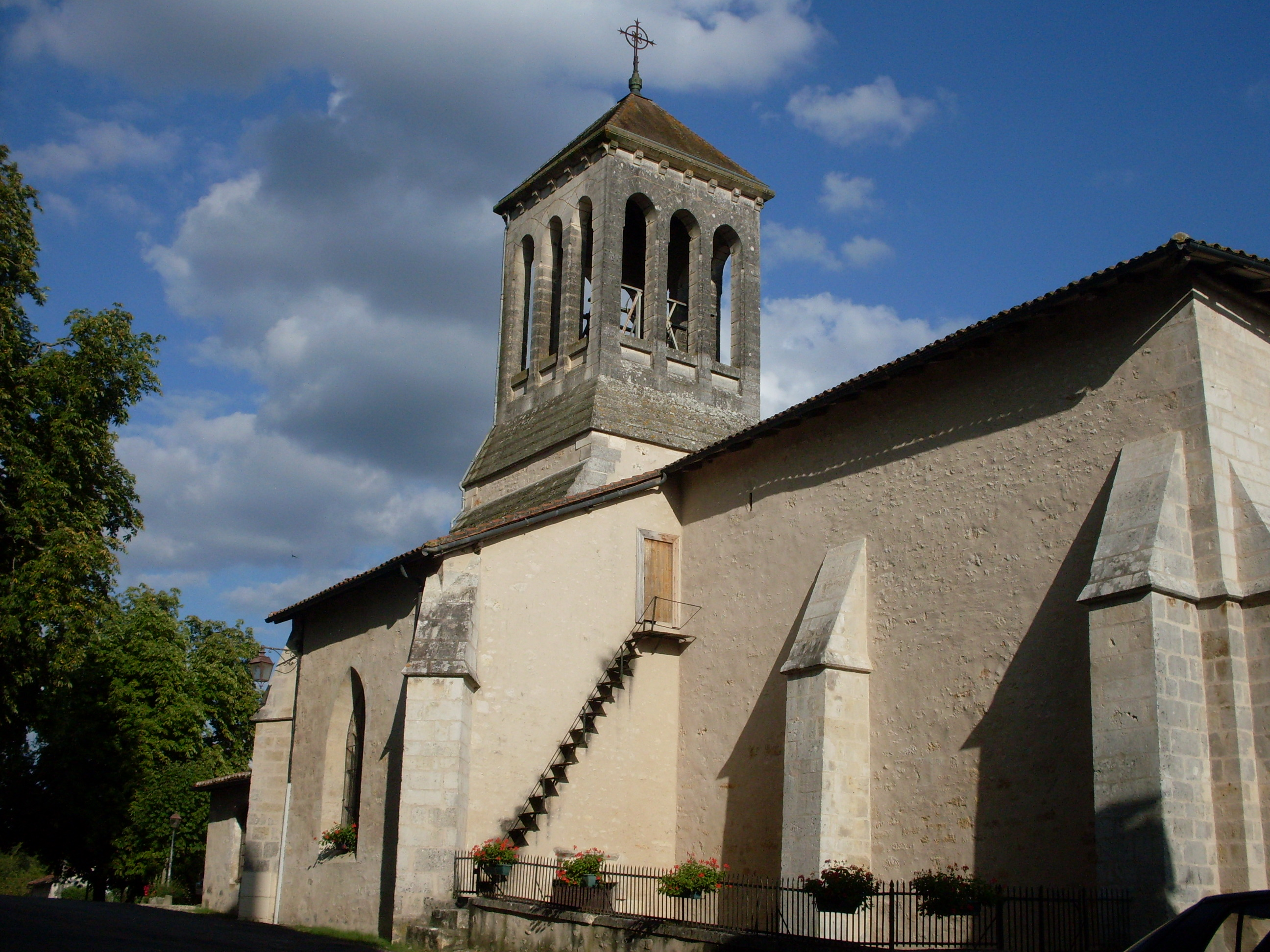
Церковь Св. Иоанна Крестителя
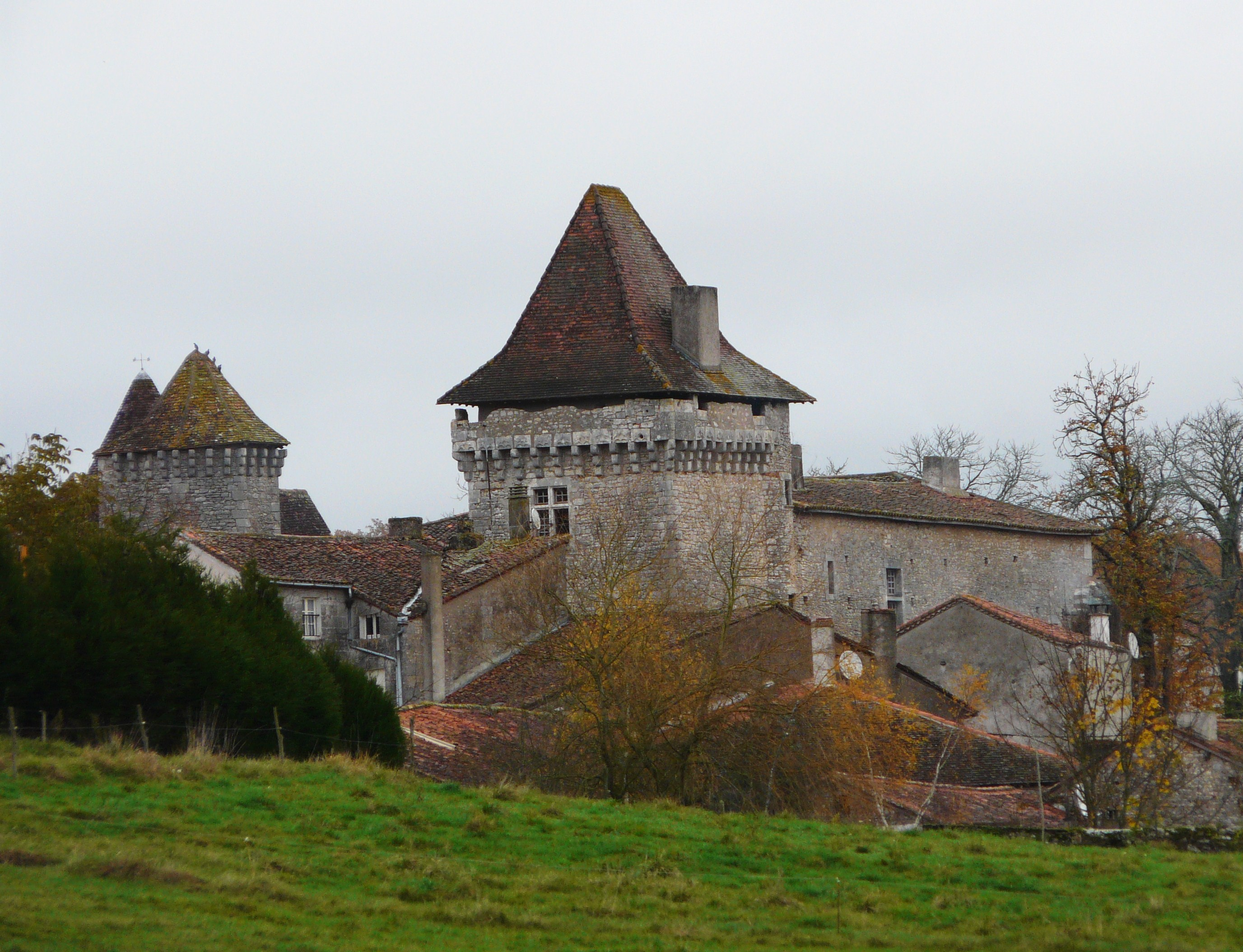
Замок Варень
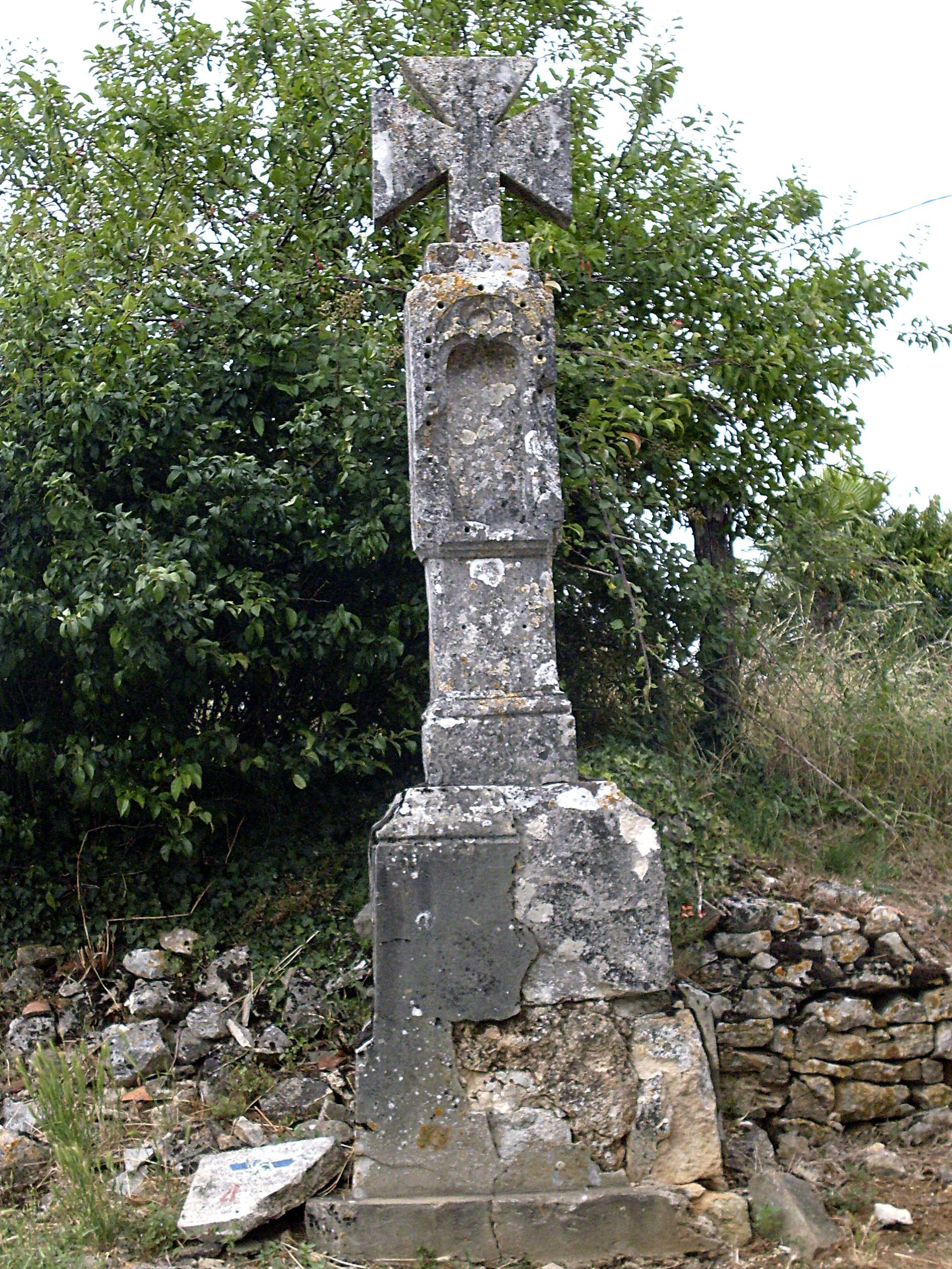
Крест
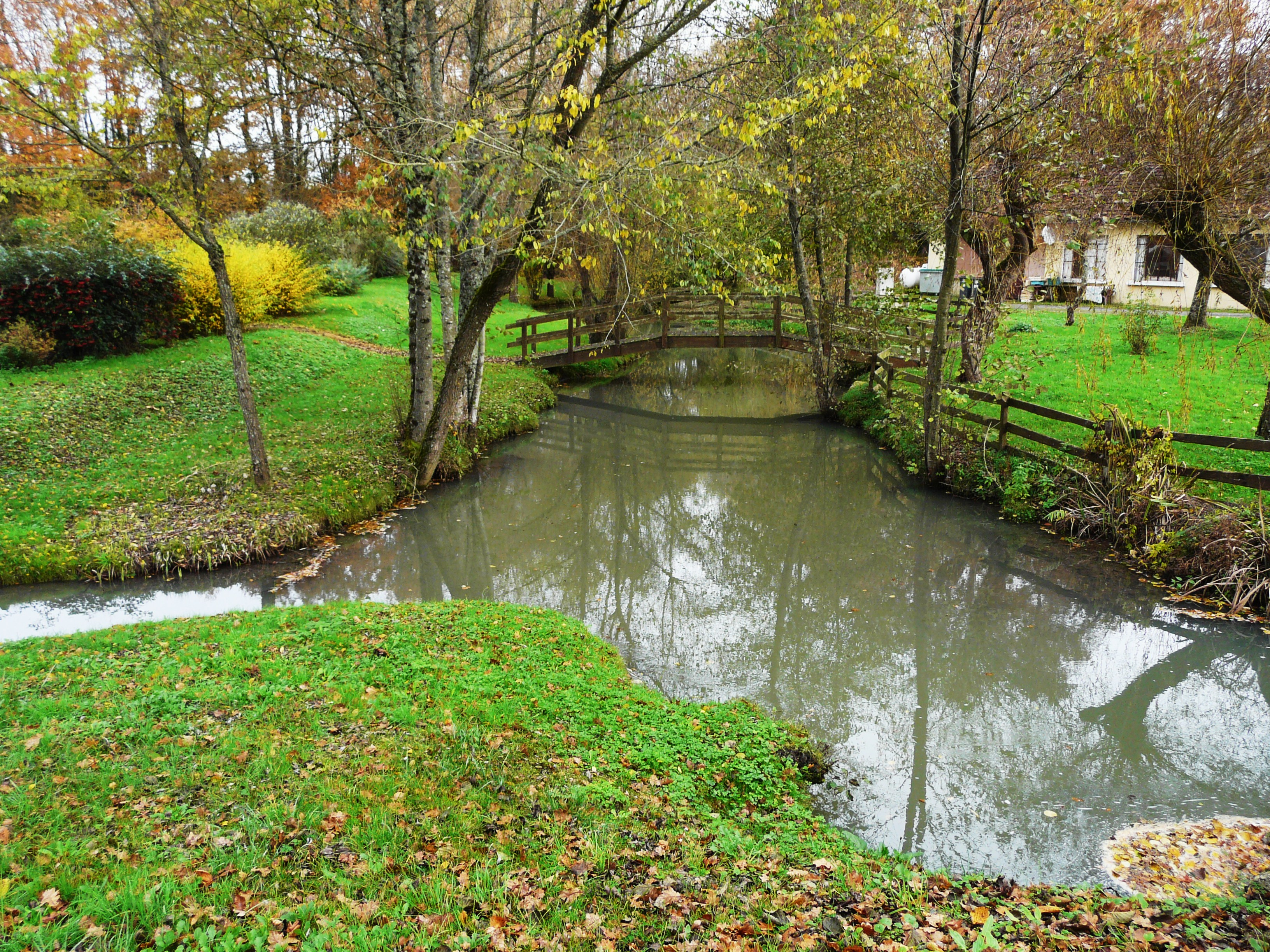
Река Варень